# Glacier Hector
Le glacier Hector, en anglais : Hector Glacier est un glacier situé dans le parc national de Banff, dans la province d'Alberta au Canada. Le glacier est situé sur le versant nord du mont Hector et s'étend en direction du nord sur 3 km. En 1938, une grande partie du glacier s'est détachée et a recouvert la vallée en contrebas avec une épaisseur de glace de 60 mètres de hauteur, détruisant tout sur son passage. Il s'agit de la seconde catastrophe naturelle liée à un glacier recensée dans les Rocheuses canadiennes.
Le glacier, ainsi que le mont Hector et le lac Hector, ont été nommés d'après James Hector, un des premiers naturalistes à avoir étudié la région.